# Franciszek Torosiewicz
Franciszek Kajetan Torosiewicz (ur. 16 września 1812 we Lwowie - 10 maja 1873 tamże) – ziemianin, poseł do galicyjskiego Sejmu Krajowego i do austriackiej Rady Państwa
Ukończył szkołę średnią we Lwowie. Studiował na Akademii Inżynierskiej w Wiedniu (1827-1832). W latach 1832–1839 służył w armii austriackiej, początkowo jako chorąży, a od 1838 podporucznik. Po wyjściu z armii gospodarował w zakupionych w 1854 od spadkobierców Piotra Wodzickiego dobrach Hołhocze w powiecie podhajeckim. Od 1858 członek i działacz Galicyjskiego Towarzystwa Gospodarskiego, członek jego Komitetu (25 czerwca 1872 – 20 czerwca 1873), działał także w Sekcji I (ogólnej) i Sekcji Hodowli Owiec GTG. Od 1861 członek  Galicyjskiego Towarzystwa Kredytowego Ziemskiego.
Poseł do Sejmu Krajowego Galicji II i III kadencji (1867–1873), wybrany w I kurii obwodu Brzeżany, z okręgu wyborczego Brzeżany. W trakcie debaty nad sytuacją społeczności żydowskiej w 1868 r. był czołowym przedstawicielem grupy przedstawiającej skrajnie antysemickie poglądy. Przytoczył on wszystkie argumenty wysuwane od lat przeciwko Żydom, nazwał ich „szatanami, zwodzicielami niestrzeżonej młodzieży” i przypisał im wyłącznie destrukcyjne, rozkładowe działanie w każdej dziedzinie życia. Pikanterii całej sprawie dodawało pochodzenie Torosiewicza, który sam był spolonizowanym Ormianinem. 
Poseł do austriackiej Rady Państwa II kadencji (22 października 1868 - 15 września 1869 i 14 grudnia 1869 - 3 marca 1870), wybrany przez Sejm w kurii I (wielkiej własności ziemskiej). Członek frakcji konserwatywnej Koła Polskiego. Właściciel dóbr mariampolskich: Mariampol, Wołczków i Oswaldówka.

## Rodzina
Pochodził z rodziny ormiańskiej, syn ziemianina Grzegorza Torosiewicza, ojciec Marii Torosiewicz Błażowskiej.